# Edward Flynn
Edward Loring Flynn, detto Eddie (New Orleans, 25 ottobre 1909 – Tampa, 7 febbraio 1976), è stato un pugile statunitense.

## Palmarès
Olimpiadi
- 1 medaglia:
  - 1 oro (pesi welter a Los Angeles 1932).